# Юрій Клен
Юрій Клен, справжнє ім'я — Освальд-Еккард Бургардт (нім. Oswald-Eckard Burghardt; 4 жовтня 1891, Сербинівці — 30 жовтня 1947, Аугсбург) — український поет, перекладач, літературний критик. Батько українського перекладача та редактора Вольфрама Бургардта. Входив до «п'ятірного грона» неокласиків на чолі з М. Рильським.

## Життєпис
Народився 4 жовтня 1891 року в селі Сербинівці в родині німецького купця-колоніста Фрідріха Бургардта та Каттіни Сідонії Тіль. Дід поета, Август Бургардт, походив з пруського міста Зельдена, оселився в ХІХ сторіччі на Волині і заклав там фабрику сукна. Мав п'ятьох синів, з яких найстарший Фрідріх Адам, купець за фахом (деякий час він займався продажем сільськогосподарських машин), одружений з Сідонією Амалією, з дому Тіль (Thiel), був батьком Юрія Клена, який народився в сім'ї третьою і останньою дитиною. Поет мав двоє хресних імен: Освальд і Екарт.

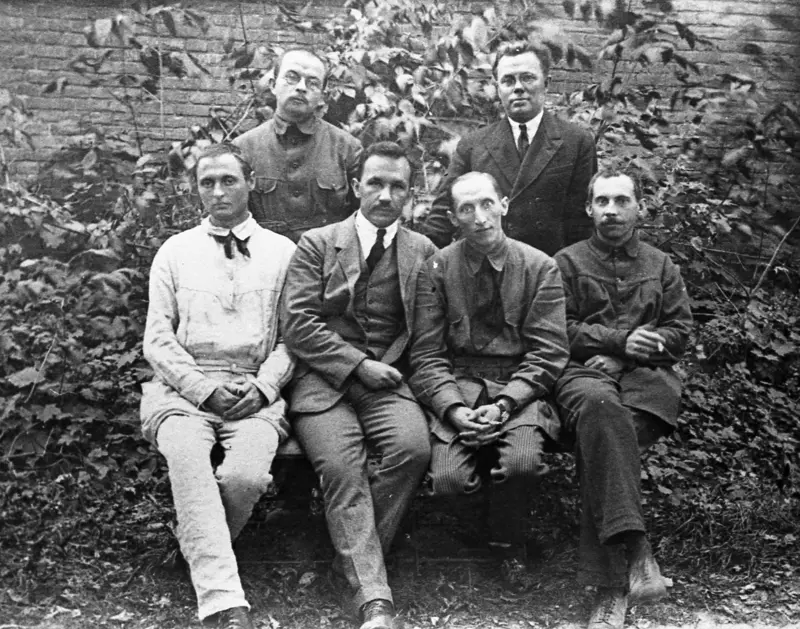
Неокласики у Баришівці. Віктор Домонтович і Микола Зеров (стоять — зліва направо); Юрій Клен, Павло Филипович, Фелікс Якубовський і Максим Рильський (сидять — зліва направо). 1920-ті роки

Родина постійно переїжджала від містечка до містечка на Волині й Поділлі. Підлітком протягом кількох років мешкав у містечку Славута Заславського повіту, де розташовувалася резиденція князя Романа Санґушка, що пізніше стала для поета символом «старої романтики». Завершив середню освіту в Київській першій гімназії з золотою медаллю, звідки у 1911 році вступив на романо-германський відділ філологічного факультету київського Університету святого Володимира.
В університеті одержав ґрунтовну освіту: вивчав англійську, німецьку та слов'янську філологію, історію літератури. Вже тоді захопився творчістю Рільке, мав про нього наукову доповідь, перекладав російською його вірші. 1915 року з передмовою професора Володимира Перетца з'явилася друком наукова праця Бургардта «Новые горизонты в области исследования поэтического стиля».
3 початком Першої світової війни Освальда Бургардта депортовано до Архангельської губернії (с. Мар'їна гора). Повернувшись до Києва у 1918 році, закінчив у 1920 році університет — і його прийнято до аспірантури при дослідному інституті УАН. Викладав разом із М. Зеровим у соціально-економічному технікумі с. Баришівки, а також латинську мову в Першій українській гімназії ім. Т. Г. Шевченка.
Уже в 20-ті роки розкрилися ті особливості його манери письма, що зближували Юрія Клена з неокласиками: досконале володіння мистецькою формою, своєрідний панестетизм.
У Київському інституті народної освіти створив кафедру прикладного мистецтва (1930—1931), брав активну участь у роботі ВУАН.

### В еміграції

Юрій Клен. Київ, 1928 р.

З 1931 року живе та працює в Німеччині, тісно співпрацює з поетами, що об'єднувались довкола «Вісника» Д. Донцова. У 1934 році за допомогою професорів Маєра і Чижевського влаштувався викладачем російської і української мови у Мюнстерському університеті. Там само написав і захистив німецькомовну докторську дисертацію «Головні мотиви творчості Леоніда Андрєєва» (1936).
У роки Другої світової війни служив за перекладача при штабі 17-ї армії. З 1943 р. працює викладачем в Українському вільному університеті в Празі, по закінченні війни — коротко професором слов'янської філології Інсбруцького університету.
Здобув третю премію Українського католицького союзу (трійця переможців — Галина Журба, Юрій Косач та Юрій Клен).

Некролог на смерть Юрія Клена в журналі «Арка», листопад 1947.

З травня 1947 року і до смерті працював головним редактором літературного журналу «Літаври» (виходив у Зальцбурзі, Австрія). За життя поета світ побачило п'ять чисел журналу.
Помер Юрій Клен 30 жовтня 1947 року в німецькому Авґсбурзі. Ось як про це згадує Ігор Качуровський:
|  | Гарної передосінньої днини 1947 року ми з Борисом Олександровим проводили Юрія Клена із Зальцбурґа в напрямку австро-німецького кордону. Наші знайомі хлопці мали перепровадити його через той кордон, коли стемніє. Клен був (чи здавався) повний енерґії, творчих сил, сподівань і задумів. У його наплечнику лежали і журнал «Літаври», і щойно видана збірка Порфирія Горотака «Дияболічні параболи». З цієї подорожі Клен уже не повернувся. Десь у перших числах листопада надійшла вістка, що він помер 30 жовтня в одній із авґсбурзьких лікарень від запалення легень |

## Творчість
1943 року з'являється в світ збірка поезій Юрія Клена «Каравели», в якій автор спробував синтезувати творчі принципи київських неокласиків та ідейно-художні шукання поетів «празької школи». Автор поєднує в єдиному естетичному вимірі трагічну античність («Антоній і Клеопатра», «Цезар і Клеопатра», «Шляхами Одіссея»), героїзм середньовічної лицарської доби («Жанна д'Арк», «Вікінги») та князівсько-гетьманську українську традицію («Володимир», «Символ», «Україна»).
Юрій Клен — автор збірки «Каравели» (1943), епопеї «Попіл імперій» (1943—1947), есею «Спогади про неоклясиків» (1946), багатьох літературознавчих праць, перекладів з англійської, німецької, французької та інших мов.
Вершинними здобутками Юрія Клена-поета є поеми «Прокляті роки» (1937) та «Попіл імперій» (1943—1947). Трагічне знищення української культури в добу сталінізму, нелюдська жорстокість другої світової війни — центральні теми цих творів.

### Переклади
Окремими книжками перекладів вийшли «Залізні сонети» Фрідріха Рюккерта, новели Ґеорґа Гайма. Крім «Гамлета» і «Бурі» Шекспіра («Гамлета» видано в Україні у 1930-х роках, проте без імені перекладача), переклав Юрій Клен також вокальні твори Л. Бетговена, Ф. Шуберта, Р. Шумана, лібрето до опери Ріхарда Штравса «Саломея» (за однойменною драмою Оскара Вайлда), уривки з поеми «Пісня про Нібелунгів» та численні поезії англійських (Байрон, Шеллі), німецьких (Рільке і Ґеорґе) і французьких поетів. Імена французьких перекладач називає сам у «Спогадах про неоклясиків»: «Я дав поодинокі речі з Рембо, Верлена, Мореаса, Самена, Валері, Готьє, Леконт де Ліля» (мова про «Антологію французької поезії», яку здали 1930 року до друку київські неоклясики і яку не пропустила цензура).
За редакцією Освальда Бургардта вийшло тридцятитомове видання творів Джека Лондона (незакінчене, вийшло 26 з 30 томів), восьмитомове Бернарда Шоу, а також твори Діккенса (якого перекладав і сам Бургардт), Гамсуна, Ґете.
Юрію Клену належать переклади сонетів Миколи Зерова німецькою мовою, що увійшли до збірки В. Державина «Gelb und Blau: Moderne ukrainische Dichtung in Auswahl» (Авґсбурґ, 1948). Із шведської він переклав повість Свена Гедіна «Завойовники Америки» (Харків: Книгоспілка, 1926).

## Родина
Його дружиною була Зінаїда Гнатівна Бургардт, до шлюбу Бромірська (6 вересня 1896, Володимир, Волинська область — 8 травня 1991, Лондон, Онтаріо, Канада).
Подружжя мало сина й доньку.
Донька — Ірина Бургардт (4 жовтня 1922, Київ — 10 грудня 2010, Ричмонд-Гілл, Онтаріо, Канада).
Син — Вольфрам Бургардт (нар. 19 жовтня 1935, Мюнстер), професор української, іспанської та італійської мов, мешкав у місті Лондон в Канаді. Він відредагував і видав, разом з Євгеном Маланюком, твори Юрія Клена, з архіву, який зберегла та привезла до Канади Зінаїда. Мав трьох дітей.

## Вшанування пам'яті
Іменем Юрія Клена названі вулиці у містах Вінниця, Дніпро та Київ.
У травні 2022 р. в місті Городок Хмельницької області провулок Гайдара перейменували на провулок Юрія Клена.
26 липня 2024 року у місті Дніпро вулицю Шахтинську перейменували на вулицю Юрія Клена.

## Твори
Поезія:
- Вірші, писані протягом 1913—1922 років російською мовою
- Сонети, написані в період 1921—1922 років російською мовою
- поема «Прокляті роки» (видана двічі у Львові 1937 та 1943 рр.; Кракові 1943 року)
- поема «Попіл імперій» (1943—1947)
- збірка «Каравели» (Прага, 1943)
- «Spätlese» (вірші, написані у період 1932—1945 років німецькою мовою)
- «Дияболічні параболи» (у співавторстві, Зальцбург, 1947)

Новели:
- «Акація» (Льойташ, Тіроль, Австрія, травень 1947)
- «Яблука» (Льойташ, червень 1947)
- «Пригоди архангела Рафаїла» (Льойташ, липень 1947)
- «Медальйон» (Баварія, осінь 1947)

Нариси:
- «Черга»
- «Крізь Великодні минулі…»
- «Чудо Воскресіння»
- «Мідь звенящая» (травень 1947)

Мемуаристика:
- «Спогади про неоклясиків» (Мюнхен, 1947)

## Рукописи
- Dichtung der Verdammten. Eine Anthologie ukrainischer Dichtung, ausgewählt und übertragen von Oswald Burghardt (Jurij Klen). Zweisprachige Ausgabe: Deutsch und Ukrainisch. Hrsg. von Nataliia Kotenko-Vusatyuk und Andrii Portnov sowie mit Erinnerungen an den Autor von Dmytro Tschyshewskyj / Поезія проклятих. Редактори Наталія Котенко-Вусатюк (Київ) та Андрій Портнов (Берлін) / Arco Verlag(інші мови), 2025.	120 S. ISBN 978-3965870499

### Біографічна довідка
- Internet Encyclopedia of Ukraine: Klen, Yurii (англ.)
- Бучинський Д. Юрій Клен в житті і творчості. — Мюнхен: Українське Видавництво, 1962. — 39 с.
- Марко Роберт Стех Про київських неокласиків // «Очима культури», № 74
- Горобець О. Блукання довкруги знаменитого Клена

### Твори
- Клен Ю. Тексти творів на сайті Чтиво
- Клен Ю. Каравели. — Прага, 1943.
- Клен Ю. Спогади про неоклясиків. — Мюнхен, 1947.
- Клен Ю. Твори. Т. 1. — Нью-Йорк, 1992.
- Клен Ю. Твори. Т. 2 [Архівовано 2 квітня 2016 у Wayback Machine.]. — Торонто, 1957.
- Клен Ю. Твори Т. 3 [Архівовано 28 липня 2014 у Wayback Machine.]. — Торонто, 1960.
- Клен Ю. Твори Т. 4. — Торонто, 1960.
- Клен Ю. Баляда про помсту// Літературно-науковий вісник. — Реґенсбурґ. Річник XXXII, травень 1948. — С. 6–11.
- Клен Ю. Прокляті роки. — Краків: Українське Видавництво, 1943. — 40 с.
- Клен Ю. Прокляті роки// Вітчизна. — 1990. — № 7.

Аудіочитка
Юрій Клен. Беатріче https://www.youtube.com/watch?v=X2a9LuDzU5s
Юрій Клен. Беатріче : https://www.youtube.com/watch?v=H4sNGenwEDA

### Критика
- Віра Просалова. Текст у світі текстів празької літературної школи
- Клен Ю. Рецензія на поему Т. Осьмачки «Поет» // Арка. — 1947. — Ч. 5. — С. 40–41.